# Volta (álbum de Ana Cañas)
| Críticas profissionais | Críticas profissionais |
| Avaliações da crítica  | Avaliações da crítica  |
| Fonte                  | Avaliação              |
| ---------------------- | ---------------------- |
| Lizandra Pronin        | [ 2 ]                  |

Volta é o terceiro álbum de estúdio da cantora e compositora brasileira Ana Cañas. Ana dá piruetas de estilo mesclando pop francês "L'amour" com uma balada tipicamente brasileira "Falta" e uma levada bossa nova "Amar Amor", uma das três parcerias em composição do disco com Dadi, não sem deixar pro gran finale um standard do jazz, “Stormy Weather”. Você faz a conta de quanto ganhou com a aposta no trabalho ao final de 16 canções. Mas Ana te desmonta com simplicidade desconcertante em duas frases que resumem tudo quando elogiada pelo ecletismo e vastidão de cores e texturas de Volta. "A questão não é o quanto você sabe, mas o que você faz com o que você sabe."

## Título
O álbum é intitulado pela cantora de Volta, não pelos três longos anos que se passaram desde o lançamento do álbum Hein?, mas sim porque Ana quis voltar às raízes de seu jeito de fazer música, conta a cantora, que precisou de tempo para fazer umas reflexões sobre como estava conduzindo a carreira, e também sobre a forma de gravar discos.

## Antecedentes e produção
Depois do lançamentos dos dois primeiros álbuns Amor e Caos (2007) e Hein? (2009) no selo da Sony Music, Ana queria gravar algo diferente, neste disco gostaria de gravar ao vivo, mas como a gravadora não aconselhava, Ana resolveu sair da gravadora e criar o próprio Selo, a Guela Records. Assim em dezembro de 2010, refugiou-se em um sitio em Vargem Grande, no Rio, junto com os músicos Fábio Sá e Fabá Jimenez. No retiro, decidiu que queria produzir um álbum mais "orgânico" e sem pressa. 
| “ | “Gravei esse disco de uma maneira muito diferente dos outros. Quis fazer um disco sem colocar minha voz numa base gravada. É muito diferente vivenciar a coisa do ao vivo" | ” |

, explica a cantora.

## Lista de faixas
| N.º | Título                                        | Compositor(es)                                        | Duração |  |
| 1.  | "Será que Você Me Ama?"                       | Ana Cañas, Dadi                                       | 3:48    |  |
| 2.  | "Difícil"                                     | Ana Cañas                                             | 3:46    |  |
| 3.  | "Urubu Rei"                                   | Ana Cañas                                             | 5:45    |  |
| 4.  | "No Quiero Tus Besos"                         | Ana Cañas, Natalia Lafourcade                         | 4:27    |  |
| 5.  | "Diabo"                                       | Ana Cañas                                             | 5:29    |  |
| 6.  | "La vie en rose"                              | Édith Piaf, Louis Guglielmi, Marguerite Monnot        | 2:54    |  |
| 7.  | "My Baby Just Cares for Me"                   | Walter Donaldson, Gus Kahn                            | 4:23    |  |
| 8.  | "Feito Pra Mim"                               | Ana Cañas                                             | 3:45    |  |
| 9.  | "Todas as Cores"                              | Ana Cañas, Dadi                                       | 4:24    |  |
| 10. | "Volta"                                       | Ana Cañas                                             | 6:09    |  |
| 11. | "Rock and Roll"                               | Jimmy Page, John Bonham, John P. Johnes, Robert Plant | 4:04    |  |
| 12. | "Foi Embora"                                  | Ana Cañas                                             | 3:59    |  |
| 13. | "L'amour"                                     | Ana Cañas                                             | 4:02    |  |
| 14. | "Falta"                                       | Ana Cañas                                             | 5:11    |  |
| 15. | "Amar Amor"                                   | Ana Cañas, Dadi                                       | 2:07    |  |
| 16. | "Stormy Weather (Keeps Rainin' All the Time)" | Harold Arlen, Ted Koehler                             | 6:17    |  |

| LP (Lado A) |                             |         |  |
| N.º         | Título                      | Duração |  |
| 1.          | "Será que Você Me Ama?"     | 3:48    |  |
| 2.          | "Difícil"                   | 3:46    |  |
| 3.          | "Urubu Rei"                 | 5:45    |  |
| 4.          | "No Quiero Tus Besos"       | 4:27    |  |
| 5.          | "My Baby Just Cares for Me" | 4:23    |  |

| LP (Lado B) |                                               |         |  |
| N.º         | Título                                        | Duração |  |
| 1.          | "La vie en rose"                              | 2:54    |  |
| 2.          | "Volta"                                       | 6:09    |  |
| 3.          | "Rock and Roll"                               | 4:04    |  |
| 4.          | "Foi Embora"                                  | 3:59    |  |
| 5.          | "Stormy Weather (Keeps Rainin' All the Time)" | 6:17    |  |